# International Academy of Aquatic Art
Die International Academy of Aquatic Art (deutsch Internationale Akademie für Wasserkunst, Abk. IAAA) ist eine Non-Profit-Organisation für die Entwicklung des Schwimmens zur darstellenden Kunst. Sie hat ihren Sitz in den USA.

## Geschichte
Die IAAA wurde 1955 von ehemaligen Synchronschwimmern aus den USA gegründet, um das Schwimmen von einer reinen Wettkampfdisziplin hin zu einer künstlerischen, kreativen Tanzform weiterzuentwickeln. Die Gründungsmitglieder waren:
- Mary Derosier: ehemalige Vorsitzende der Amateur Athletic Union, die als eine der ersten Organisationen Synchronschwimm-Wettkämpfe durchführte[2]
- Richard J. Dodson: im Jahr 1951 Herausgeber von Synchronized Swimmer, der ersten Fachzeitschrift für Synchronschwimmen[3]
- Henry Gundling: Trainer, Manager und Ehemann der Synchronschwimmerin Beulah Gundling

Seit ihrer Gründung veranstaltet die IAAA regelmäßig Festivals in ganz Nordamerika, bei denen unterschiedliche Schwimmvorführungen mit Choreografien für Solisten, Duette und Gruppen präsentiert werden. Die bei der IAAA tätigen Schwimmer und Choreografen bezeichnen sich selbst als Aquatic Artists (deutsch: Wasserkünstler). Der Stil der Darbietungen, die sowohl von Frauen als auch Männern gezeigt werden, besteht aus Elementen des Synchronschwimmens sowie verschiedener Tanzformen. In den meisten Fällen wählen die Akteure Kunstmusik zur Untermalung ihrer Programme.
Zu den bedeutendsten Aquatic Artists zählten Beulah Gundling und Bert Hubbard. Gundling hielt neben ihrer vielfältigen Tätigkeit als Schwimmerin, Choreografin und Buchautorin auch als Vertreterin der IAAA international Vorträge. Hubbard, einer der ersten männlichen Synchronschwimmer aus den USA, ist bis heute als Historiker für die IAAA tätig und bewahrt in deren Archiv eine Fülle von Büchern, Videos, Fotos und Zeitungsartikeln auf.

## Abbildungen

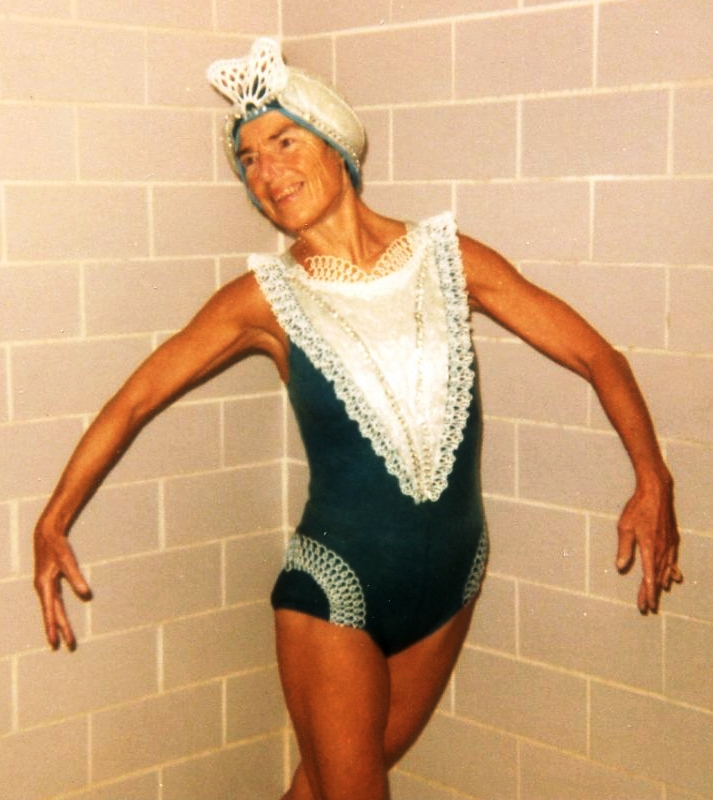
Beulah Gundling: Claire de Lune (1981)
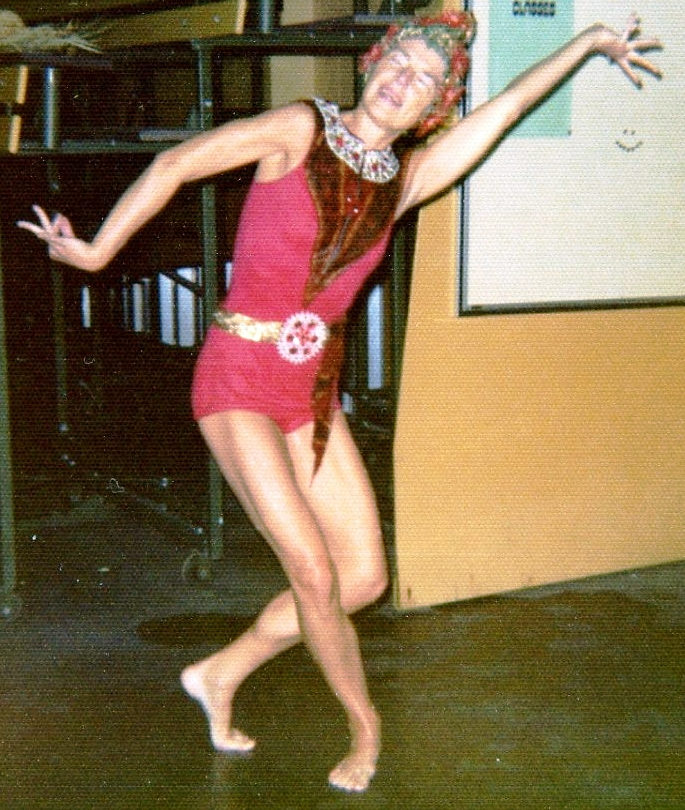
Beulah Gundling: Orientale (1975)
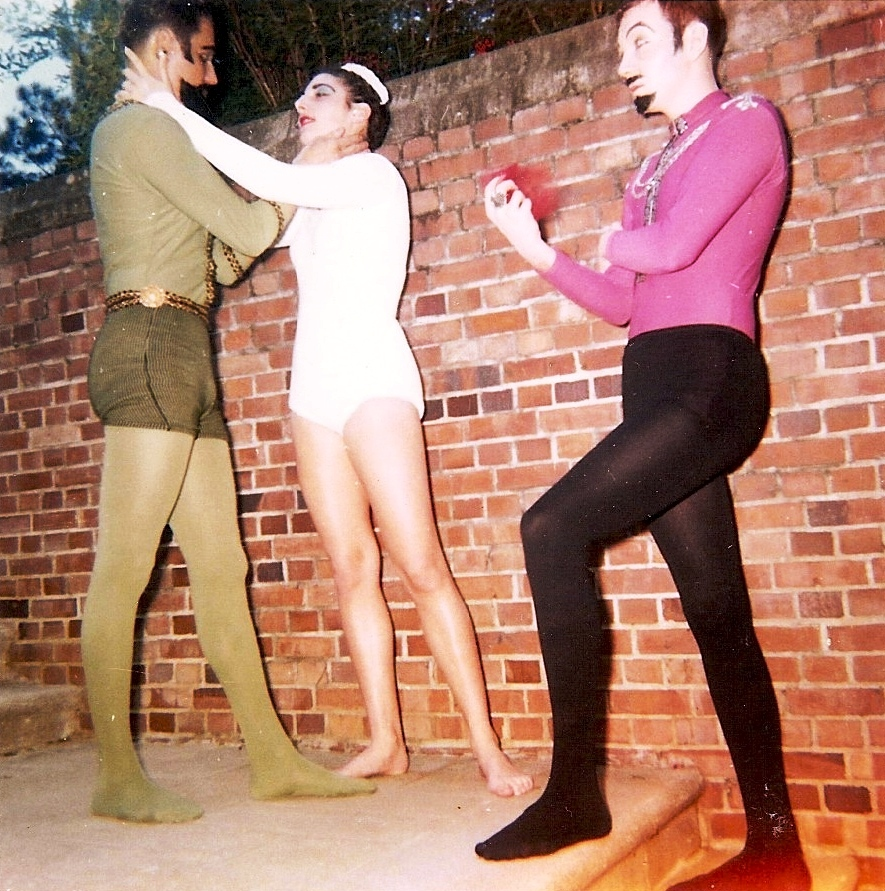
Bert Hubbard (links), Joan Hinderstein (Mitte) und Richard Proctor (rechts) in Bert Hubbard’s eigener Choreografie “Othello” (1960) nach G. Verdis Oper
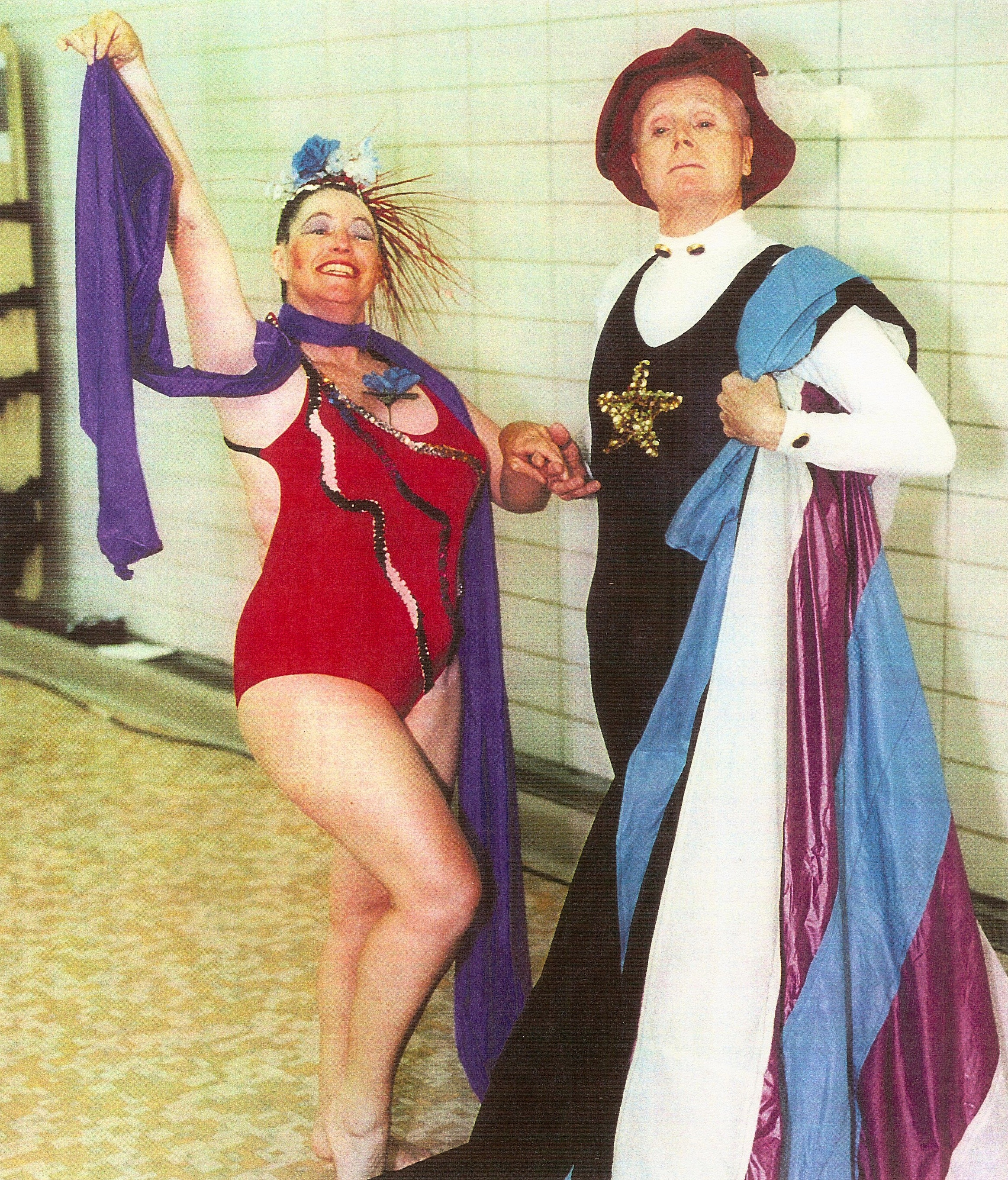
Bert Hubbard und Diane Tulley in His and her Limelights beim IAAA Festival 1997
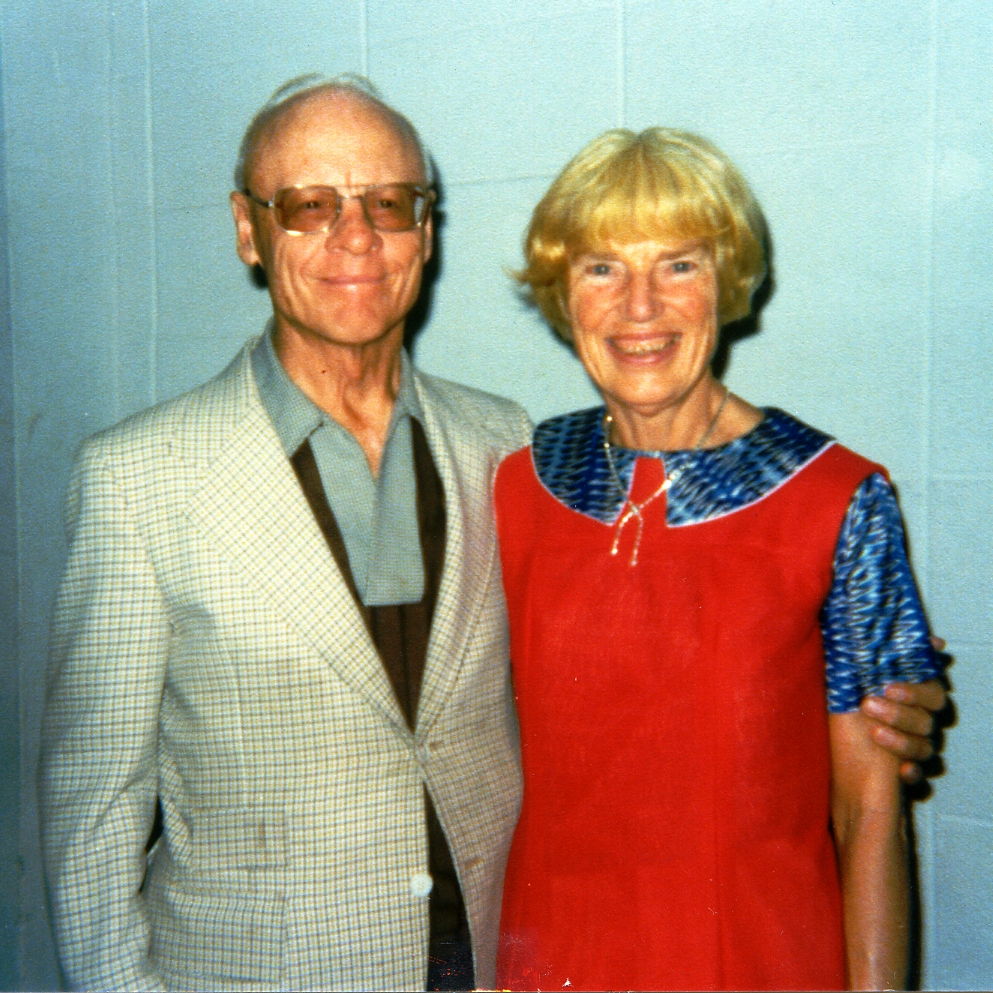
Beulah Gundling und ihr Mann Henry Gundling (links) im Jahr 1980
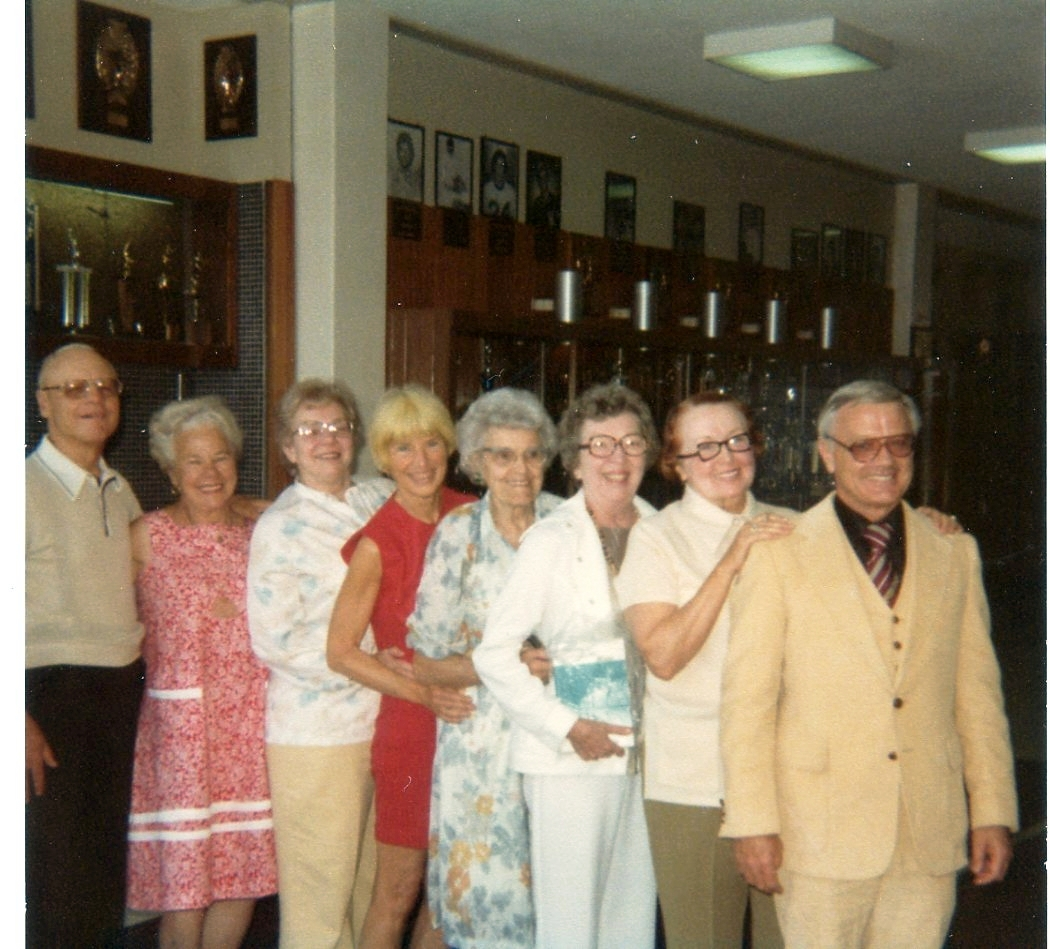
Gruppenbild der IAAA von 1979, von links nach rechts: Henry Gundling, Peg Seller, Marge Sharpe, Beulah Gundling, Kay Curtis, Norma Prince, Lee Vanderpool, Vaughan Baird